# 아페쎄
제작과 창조 워크숍 (Atelier de Production et de Création), 줄여서 아페쎄 (A.P.C.)는 1987년 튀니지 유대인 패션 디자이너 장 투이투가 파리에서 설립한 프랑스 기성복 브랜드이다.

## 역사
1987년, 장 뚜이투는 의류 라인을 만들어 나중에 A.P.C. 브랜드가 되었다. 이 첫 번째 남성복 컬렉션의 옷은 "HIVER 1987"만을 언급하는 라벨을 착용한다. 1993년 도쿄 다이칸야마와 뉴욕 머서 스트리트에 여러 해외 매장을 열었다.
1989년에야 시즌을 가리키는 라벨이 A.P.로 대체되었다.C 라벨, 브랜드 생성을 확인한다.
A.P.C. 컬렉션의 첫 번째 조각은 미니멀리즘 디자인, 깨끗한 선, 단순한 패턴으로 특징지어졌다. 이 컬렉션에는 나중에 생 일본 데님도 포함되어 있었다.
2011년, 디자이너 제시카 오그든은 패브릭 잔재로 정교해진 최초의 A.P.C. 퀼트 컬렉션을 출시했다.
A.P.C.도 퍼레이드를 조직하기 시작했고 2018년부터 프랑스 프랑세즈 드 라쿠튀르 연합 (Fédération française de la couture)의 공식 달력에 포함되었다.

## 상품

### 협업
A.P.C.는 Kid Cudi, Kanye West, Suzanne Koller, Brain Dead, Carhart WIP, RTH, Catherine Deneuve, Charlott Chesnais 및 Goop(기업)을 포함한 브랜드 및 크리에이티브와의 협업을 수행했다.